# ماركوس ليما سيلفا
ماركوس ليما سيلفا (26 أبريل 1990 في البرازيل - ) هو لاعب كرة قدم برازيلي في مركزي الدفاع وقلب الدفاع. لعب مع Cerâmica Atlético Clube ‏ وماريليا أتلتيكو ‏.

## وصلات خارجية
- ماركوس ليما سيلفا على موقع قاعدة بيانات كرة القدم.إي يو (الإنجليزية)
- ماركوس ليما سيلفا على موقع Soccerway.com (الإنجليزية)